# Cultura de Europa

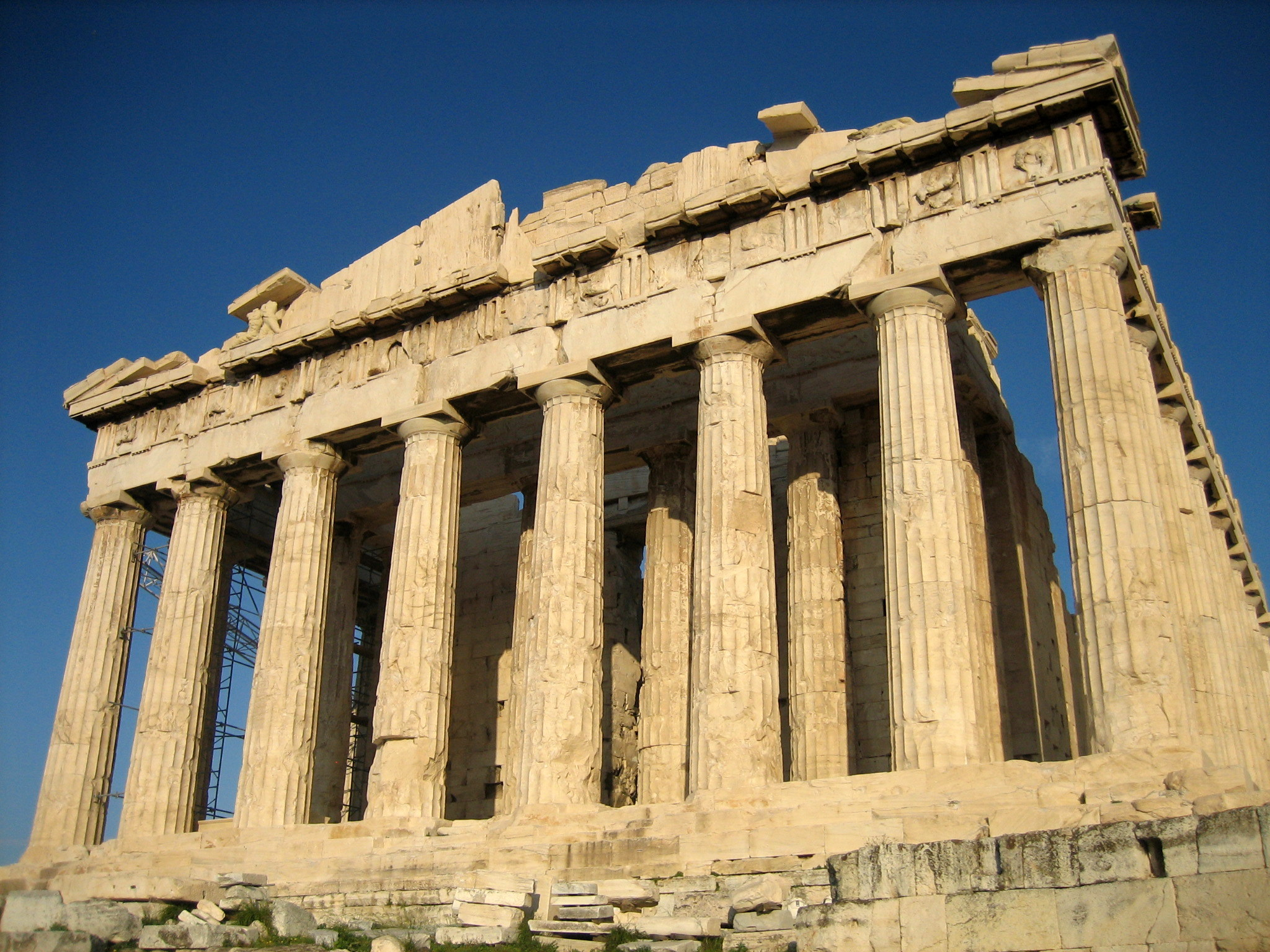
Fachada occidental del Partenón.

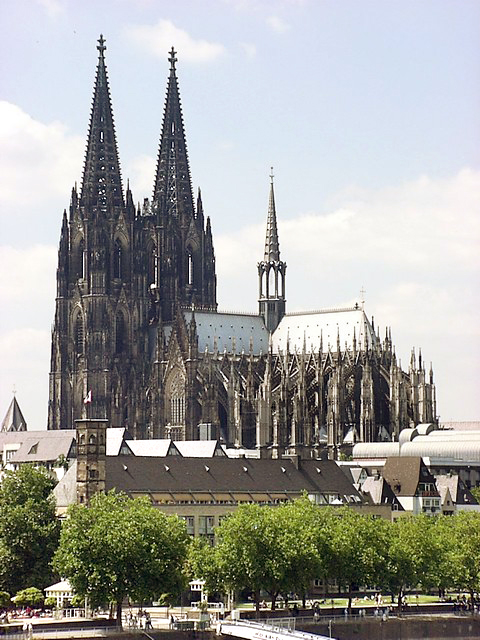
Catedral de la ciudad de Colonia.

La cultura de Europa o cultura europea comprende la arquitectura, los distintos tipos de música, literatura, filosofía, tradiciones y cinematografía provenientes del continente europeo. El término presenta cierta ambigüedad, ya que su significado depende mucho de la época histórica a la que se refiere y además por el hecho de que Europa presenta internamente diversidad cultural . Una limitación del concepto de cultura de Europa es que no debe necesariamente tener en cuenta los límites de la geografía (por ejemplo, la civilización griega se desarrolló en parte en tierras de China en la actual Turquía).

## Lenguas
| Helénico (griego) Itálico (románico) Indoiranio Céltico Germánico | Armenio Báltico Eslavo Albanés Lenguas no-indoeuropeas |

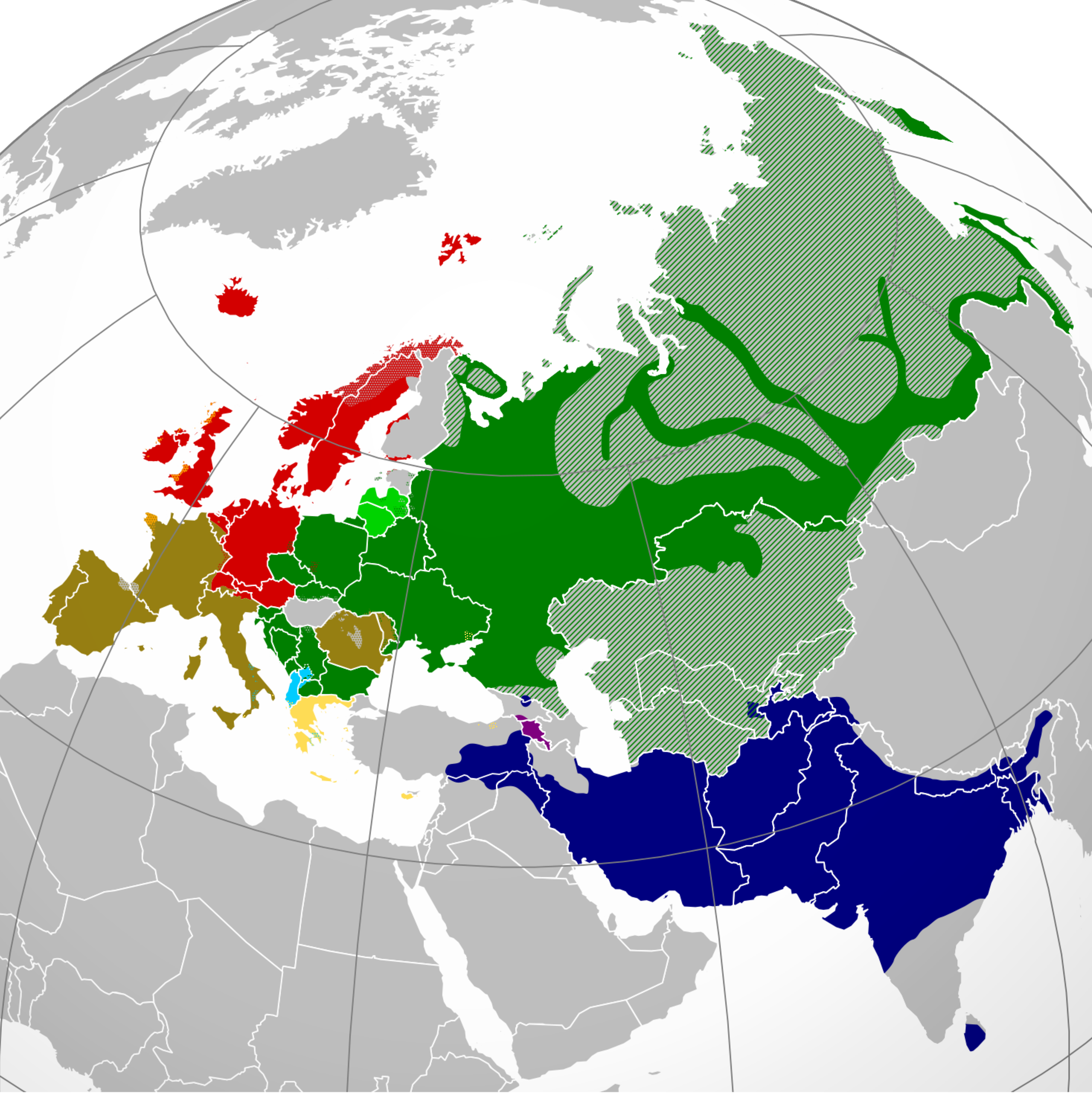
Distribución actual aproximada de las diferentes ramas de las lenguas indoeuropeas en Eurasia:
Helénico (griego)
Itálico (románico)
Indoiranio
Céltico
Germánico
Armenio
Báltico
Eslavo
Albanés
Lenguas no-indoeuropeas
Las áreas rayadas indican áreas multilingües.

Desde el I milenio antes de Cristo (por lo menos), Europa estuvo dominada por pueblos indoeuropeos, que hablaban varias lenguas, pero unidas por rasgos comunes. Sin embargo, existe evidencia arqueológica y genética de que antes de los indoeuropeos hubo aportes desde Próximo Oriente ligados principalmente a la expansión de la agricultura. Existen algunas pocas evidencias de las lenguas preindoeuropeas de Europa, si bien es difícil clasificar adecuadamente estas lenguasaña
Dentro de las lenguas indoeuropeas, muy tempranamente a partir del I milenio a. C. es posible distinguir la mayor parte de grupos modernos: las lenguas latinas, germánicas, eslavas, celtas, bálticas, así como el griego y el albanés (por otro lado el grupo indoeuropeo también se extendía ampliamente por Asia, incluyendo Irán y el subcontinente indio). Entre los pueblos modernos de Europa siguen existiendo las lenguas no-indoeuropeas como: el vasco el húngaro, el finés y el estonio. Si bien parece que el idioma vasco es el único idioma preindoeuropeo (el etrusco era otra lengua preindoeuropea ampliamente documentada, y existen vestigios de otras lenguas preindoeuropeas en Italia, Grecia, Creta y Chipre).
Desde la introducción de la escritura en Europa, las lenguas europeas se han escrito usando alfabetos derivados del alfabeto fenicio, estos alfabetos incluyen el alfabeto griego, el alfabeto latino o el alfabeto cirílico (un derivado del alfabeto griego adaptado a los sonidos eslavos), entre otros (rúnico, glagolítico, etc.). En algunos países, especialmente al norte y al este del continente, las versiones locales del alfabeto latino tienen también una gran cantidad de signos "diacríticos" para reproducir los sonidos locales.
En los límites del este y del sur del continente existían otros alfabetos: alfabeto georgiano y el armenio en el Cáucaso.

## Historia como se cultiva en el continente europeo

### Antigüedad e influencia romana
Además de los factores lingüísticos, religiosos y demográficos, el principal factor de evolución cultural han sido los cambios socioeconómicos. Durante el primer milenio a. C. en Europa predominaron las jefaturas y en el centro y norte de Europa las sociedades pueden considerarse seminómadas, por lo que los procesos migratorios fueron importantes durante el período protohistórico. Las condiciones ambientales más favorables en el sur de Europa y la agilidad de la comunicación marítima frente a otras formas de comunicación favorecieron la aparición de los primeros estados centralizados en la cuenca mediterránea. A partir del Imperio Romano existió un potente Estado centralizado en el sur de Europa cuya influencia se extendía desde el norte de África hasta el centro de Europa y de este a oeste; esto produjo un importante proceso de convergencia cultural. Previamente los arqueólogos y los historiadores registraban un cierto número de sociedades guerreras matrilineales, pero al final la aparición de estados centralizados, la sedentarización y el proceso de formación de ciudades afianzó los modelos patrilineales y el patriarcado. Hacia el inicio de la Alta Edad Media Europa presentaba una notable diferencia entre el sur más urbano y densamente poblado y el centro y norte, más rural y menos densamente poblado. El proceso de romanización afectó fundamentalmente al sur de Europa, y en el norte el Imperio romano tuvo un impacto no tanto cultural sino comercial y en menor medida tecnológico.

### Edad Media y cristianización
En la Edad Media hubo una segunda ola de convergencia económica, tecnológica y social, en parte impulsada por el proceso de cristianización de Europa central y septentrional, si bien políticamente Europa estuvo entonces políticamente más divida que durante el período romano. La existencia de grandes imperios como el imperio merovingio, el Sacro Imperio Romano Germánico o el Imperio Bizantino favorecieron el proceso de uniformización cultural, en parte ayudado por la existencia de una religión común, que ocasionalmente amortiguó los conflictos entre países rivales si bien también dio lugar justificar numerosos conflictos como guerras de religión. En cualquier caso, el proceso de convergencia cultural en Europa fue mucho más allá que en otros continentes como América, África, Oceanía o la mayor parte de Asia septentrional.
François Guizot, historiador y político francés, propuso en su trabajo Historia de la civilización en Europa (1828) que fue el feudalismo el punto de arranque de la civilización en Europa, tras sobreponerse del caos posterior a las diversas invasiones producidas entre los siglos V y VIII:

Los principios de civilización han sido la necesidad de orden, los recuerdos del Imperio Romano, la Iglesia cristiana, los bárbaros. Tentativas de organización por los bárbaros, por las ciudades, por la Iglesia de España, por Carlomagno, por Alfredo. La invasión germánica y la invasión árabe se detienen. Comienza el régimen feudal. (...) en el siglo X el régimen feudal era necesario, era el único estado social posible, es la universalidad con que se estableció. Allí donde cesa entonces la barbarie, todo toma la forma feudal.
François Guizot, Historia de la civilización en Europa (1828)

Los historiadores medievalistas García de Cortázar y Sesma Muñoz señalan en su trabajo Manual de Historia Medieval (2014) a la etapa carolingia como punto de arranque de una futura conciencia de unidad europea:

Junto a su discutido papel en el tránsito de una sociedad a otra, la época carolingia dejó otro legado menos discutible: una memoria histórica en la que el vocablo «Europa» empezaba a abrirse paso como idea-resumen de un nivel de civilización, bienes y valores que había que defender frente a enemigos calificados como bárbaros. Sin perfiles geográficos muy precisos, cada vez resultaba más claro que esa Europa era, ante todo, el espacio en que habitaba una población dispuesta a escuchar los mensajes difundidos en nombre de una Iglesia romana. En esa identificación de un territorio y una población con la Cristiandad latina hallamos, en vísperas del año 1000, el embrión de Europa.
García de Cortázar, Sesma Muñoz, Manual de Historia Medieval (2014) p.166

Si bien el caso de uniformización cultural en Europa no es único en el mundo. Bajo la expansión del Islam en África y Asia, otras regiones como el norte de África, Oriente Próximo, India o el sudeste asiático llegarían a experimentar procesos de uniformización equiparables a los encontrados en Europa. Y por otra parte, el influjo de la cultura y la economía del mundo chino llevarían también a una cierta uniformización cultural de Extremo Oriente y las regiones adyacentes.

### Edad Moderna y expansión europea
A partir de la Edad Moderna, debido a una serie de factores sociales y económicos, se produjo la expansión europea hacia otros continentes, inicialmente hacia América y sur de Asia y posteriormente también hacia África. Antes de ese periodo la economía europea era de tipo feudal pero a partir del período colonial se desarrollaría un cambiante modo de producción típicamente capitalista. Fue en ese período colonial que apareció una cultura europea más altamente uniforme, y apareció una conciencia eurocéntrica donde muchos europeos imponían su cultura al resto de civilizaciones del planeta. Previamente, los europeos sólo habían confrontado su cultura frente a la del mundo islámico, de cuya cultura en muchos aspectos Europa era deudora. A partir del siglo XVII, Europa empezó a ser militarmente hegemónica frente a otras regiones del planeta, aunque China e India poseían economías más productivas durante el siglo XVIII. Sólo en el siglo XIX, Europa tuvo una economía y un poderío militar sin rival en otras regiones del mundo.
Emer de Vattel, historiador y filósofo, escribió en 1758 durante la Guerra de los Siete Años su opinión sobre los elementos comunes a todos los europeos, el orden y la libertad:

Las continuas negociaciones hacen de la Europa moderna una especie de república, cuyos miembros, independientes entre sí, pero unidos todos por un interés común, se unen para mantener el orden y conservar la libertad. Esto es lo que ha hecho surgir el conocido principio de equilibrio del poder, el cual significa un arreglo de los asuntos de manera que ningún Estado tenga predominio absoluto ni domine a todos los demás.
Emer de Vattel.

Edward Gibbon, historiador británico, también señaló el carácter unitario del continente: «se puede considerar que Europa es una gran república cuyos distintos habitantes han alcanzado prácticamente el mismo nivel de educación y cultura». Montesquieu también se refirió a Europa como una entidad unificada con base en intereses comunes: «La situación en Europa es que todos los Estados dependen unos de otros. Francia necesita la riqueza de Polonia y Moscovia, al igual que la Guyena necesita a la Bretaña y la Bretaña a Anjou. Europa es un solo Estado compuesto de varias provincias».

### Edad Contemporánea y democratización
A partir de la revolución francesa (1789) y otras revoluciones liberales (siglo XIX) empezó a emerger una nueva clase social en Europa denominada burguesía. Hasta entonces el campesinado había sido la clase social abrumadoramente mayoritaria. Durante el siglo XIX el proceso de urbanización y la revolución industrial alteraron el peso económico y social del campo y las ciudades, lo cual acarreó a su vez cambios económicos, sociales, culturales y políticos. Cuando a finales del siglo XX el sistema colonial europeo de ocupación territorial empezó a ser abandonado, en las sociedades europeas crecieron los movimientos políticos que cuestionaban el sistema patriarcal tradicional y se opusieron a los sectores más conservadores de las sociedades. La mayor parte de sistemas políticos pasaron de ser sistemas autocráticos (monárquicos o dictatoriales) a regímenes democráticos o liberales a una escala que nunca antes había sido puesta en práctica.
José Ortega y Gasset, filósofo y ensayista español, destacó en esta Edad Contemporánea de Europa como elementos clave en la construcción del continente los elementos democracia liberal y desarrollo técnico:

Esta civilización del siglo XIX [la europea] —decía yo— puede resumirse en dos grandes dimensiones: democracia liberal y técnica. Tomemos ahora sólo la última. La técnica contemporánea nace de la copulación entre el capitalismo y la ciencia experimental. (...) Sólo la técnica moderna de Europa tiene una raíz científica, y de esa raíz le viene su carácter específico, la posibilidad de un ilimitado progreso Esta maravillosa técnica occidental ha hecho posible la maravillosa proliferación de la casta europea. Recuérdese el dato de que tomó su vuelo este ensayo y que, como dije, encierra germinalmente
todas estas meditaciones. Del siglo V a 1800, Europa no consigue tener una población mayor de 180 millones. De 1800 a 1914 asciende a más de 460 millones. El brinco es único en la historia humana.
José Ortega y Gasset, La rebelión de las masas, (1923)

Aunque, en la Antigüedad, la Edad Media y la Edad Moderna, Europa se había caracterizado por la existencia de regímenes autocráticos, el esclavismo, la servidumbre del campesinado o la explotación de mano de obra forzada en las colonias, el avance de la noción de derechos civiles llevó a Europa y otras regiones del planeta a abogar por sistemas democráticos, caracterizados por un Estado de Derecho y un Estado Social que cambiaría profundamente los patrones culturales de las sociedades europeas, y en particular hizo retroceder enormemente el conservadurismo clásico típico del siglo XIX.

## Religiones y espiritualidad

### Antigüedad
Desde la Antigüedad los pueblos indoeuropeos practicaron cultos que tenían mucho en común. Los sistemas mitológicos germanos, celtas, eslavos, griegos y latinos tenían características comunes, tales como la creencia en una "tríada" divina fundamental.
Esta visión del mundo ha dado forma a las sociedades más recientes, incluso más allá de la cristianización, como se muestra en la obra de Dumézil, comparando las sociedades medieval e hindú.

### Romanización y cristianización
Más tarde, el Imperio Romano estableció una religión oficial en todos los territorios que administraba; las creencias de los griegos y el politeísmo romano casi no merecen ser consideradas como religiones en la actualidad, pero siguen siendo referencias de gran alcance en las culturas europeas actuales utilizadas en la literatura, la pintura, la escultura, la música, la filosofía y hasta el psicoanálisis. La expansión del cristianismo en Europa tuvo varias fases, en una primera fase estuvo restringida al territorio oriental del Imperio Romano, por la acción de predicadores que formaron numerosas comunidades. El edicto de Milán (313 d. C.) estableció la libertad religiosa en el imperio y el edicto de Tesalónica (380 d. C.) lo convirtió en religión oficial, por lo que el cristianismo a partir de entonces tuvo una notable expansión desplazando al paganismo que inicialmente quedó relegado a las regiones más rurales.
Los pueblos germánicos inicialmente no profesaron el cristianismo sino que mantuvieron sus creencias ancestrales. Algunos germanos aun cuando adoptaron el cristianismo lo hicieron bajo la forma del arrianismo, y no fue hasta el final de la Alta Edad Media que el centro y norte de Europa fueron mayoritariamente católicas. Durante siglos existió unidad religiosa, aunque diversos cismas como el ortodoxo y la reforma protestante dividieron a Europa en diversas confesiones cristianas. El cristianismo, en sus diversas formas (catolicismo, ortodoxo, protestante) unificó el continente y se transmitió una forma de cultura común. Se ha hablado así de la civilización de las catedrales en la Edad Media.
Perry Anderson, historiador inglés y ensayista político, señala en su obra El Nuevo Viejo Mundo (2009) en relación con el origen de la conciencia europea como algo que arranca de la Edad Media cristiana, pero que eclosiona en el siglo XVIII:

Pero aunque es objetivamente cierto que Europa nació en este período [la Edad Media], este proceso no vino acompañado de una conciencia subjetiva general. Para la gente de la época, su mundo era la cristiandad. (...) El término Europa no se dio a conocer hasta mucho después, hacia ﬁnales del siglo XVI, en la coalición que luchaba contra Luis XIV. Todavía en 1713 el Tratado de Utrecht invocaba a la Respublica Christiana, y dos años después Leibniz criticaba el proyecto de paz perpetua en Europa del abate de Saint-Pierre, que había colaborado en las negociaciones, en nombre de la cristiandad, una noción mucho más sagrada para él. Hubo que esperar al giro secular dela Ilustración para que la noción de Europa adquiriera una acepción sólida, y empezara a designar una civilización unitaria.
Perry Anderson, El Nuevo Viejo Mundo (2009)

Voltaire, en su obra El siglo de Luis XIV, definió la Europa del siglo XVIII como una entidad unida en lo religioso pero dividida en lo político:

Desde hacía mucho tiempo la Europa cristiana podía considerarse (incluyendo Rusia) como una especie de gran república dividida en varios estados, unos monárquicos, los otros mixtos; éstos aristocráticos, aquéllos populares, pero relacionados todos los unos con los otros; con un mismo fundamento religioso, a pesar de estar divididos en diversas sectas, e iguales principios de derecho público y de política, desconocidos en las demás partes del mundo.
 Voltaire, El siglo de Luis XIV (1751) p.5

A partir de finales del siglo XVIII, con movimientos intelectuales como la Ilustración apareció el fenómeno del secularismo, que desde entonces ha ido ganando espacio en la Edad Contemporánea.

### Islam
A partir del siglo VIII, el Islam fue introducido en el sur de Europa, afectando a las costumbres y la arquitectura regional. A partir del siglo XV, los turcos osmanlíes introdujeron el islam en los Balcanes, por lo que en esa región existen grupos étnicos autóctonos de religión musulmana (en Europa occidental la presencia musulmana autóctona perduró sólo hasta la expulsión de los moriscos en 1609).
A partir del siglo XX los procesos migratorios aportaron importantes contingentes demográficos procedentes de África y Asia, muchos de los cuales profesaban la religión islámica, por lo que a principios del siglo XXI existen minorías musulmanas de origen alóctono en la mayor parte de Europa Occidental.

### Judaísmo
Europa ha sido un hogar para los judíos durante los últimos dos milenios. Había judíos en Roma, por ejemplo desde el siglo II a. C., y una comunidad en Colonia ya en el 321 d. C. Durante la Edad Media, su presencia se extendió al norte y al este, a Polonia, el Báltico y Ucrania, pero fue a partir del siglo X cuando su número creció, especialmente con el fomento de asentamientos judíos urbanos, por parte de los gobernadores europeos, para estimular la economía. Así, a pesar de la violencia esporádica y algunas restricciones sociales y religiosas, los judíos florecieron cultural y económicamente. Sin embargo, hacia finales del siglo XI, cuando las habilidades judías era menos esenciales, el fervor religioso de las cruzadas halló expresión en el sentimiento antijudío, comenzando un proceso que culminó con la expulsión de los judíos de España en 1492. Poco después, los judíos de las ciudades fueron confinados en guetos fuera de las horas de trabajo. Con la Ilustración se experimentaron nuevas libertades, lo que inicialmente fomentó la asimilación, un problema que el movimiento reformista intentó abordar. Al mismo tiempo, muchos judíos emigraron a América como resultado del permanente antisemitismo del siglo XIX. Este nuevo tipo de prejuicio, racial más que específicamente religioso, acabó en el Holocausto nazi, que masacró a la población judía de Europa. Desde entonces, América ha sustituido en muchos aspectos a Europa como fuerza vital del judaísmo mundial junto con Israel.

## Administración y Derecho
Grecia y Roma influyeron en la conformación de una cultura política y jurídica común en los países europeos (y países que están o han estado bajo la influencia de la política europea). Si bien en Europa se practicó activamente el esclavismo, la servidumbre del campesinado, y el uso de mano de obra forzada durante el colonialismo, la noción de democracia, centralización y codificación de textos (estado de derecho) son nociones que se retrotraen a la Antigüedad clásica.
Desde la Edad Media, se desarrolló un pensamiento jurídico y político común en el continente (con autores de referencia reconocidos en todos los países: Tomás de Aquino, Maquiavelo, Hobbes, Locke, Montesquieu, Rousseau, etc.), a pesar de que los Estados estaban divididos políticamente y en conflicto entre ellos.
La filosofía europea reciente y las revoluciones liberales inspiraron las constituciones de todos los estados del continente (y, a menudo las de otros estados, con distintos grados de éxito), y también las instituciones europeas (UE, Consejo de Europa, etc.) valores fundamentales expresados en el Convenio Europeo de Derechos Humanos, son reconocidos por casi todos los países del continente en la actualidad y de gran parte del mundo moderno.
Sin embargo, la extensión del modelo jurídico y político grecorromano se encontró con la resistencia de otro modelo, llamado Derecho Anglosajón, marcado por un sistema de derecho consuetudinario y una administración poco centralizada.
Durante siglos, los dos modelos han coexistido en Europa (el primero en el sur y en la cultura de países católicos; el segundo en el norte y en la tradición de los países protestantes) no sin dificultades, sobre todo en países como Francia, Bélgica y Alemania, en el límite de la tradición romana y la tradición germánica, del derecho positivo y del derecho consuetudinario.

## Manifestaciones artísticas

### Arquitectura

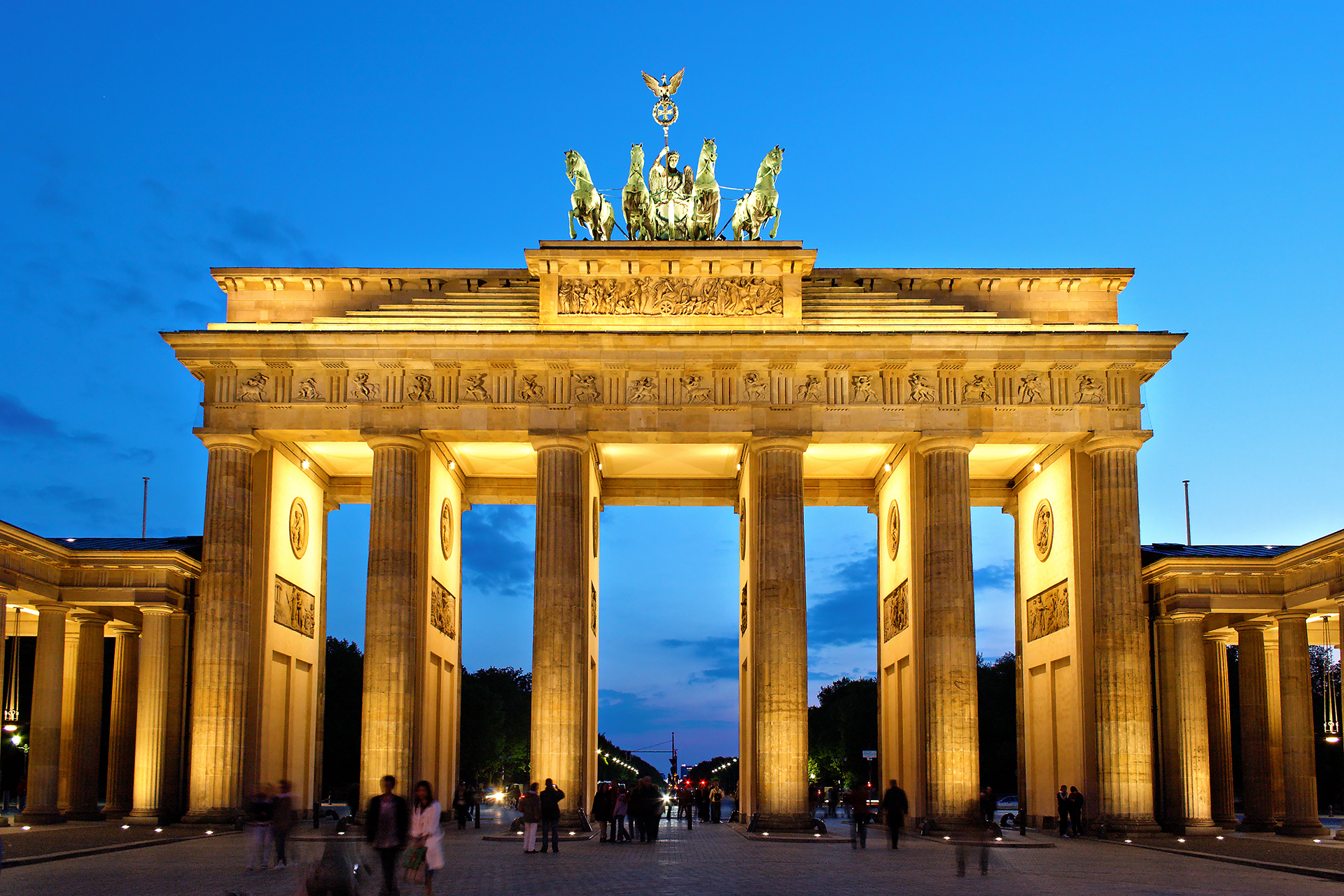
Puerta de Brandeburgo de la Berlín.

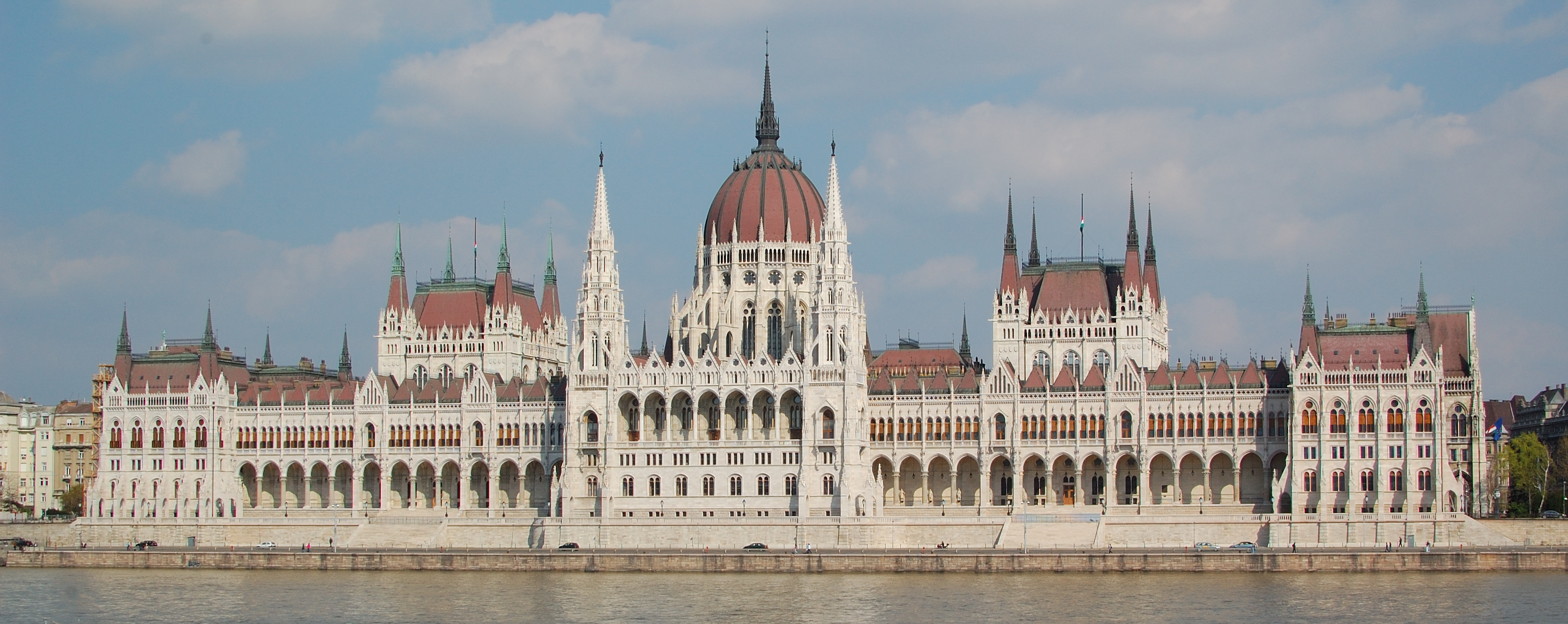
Parlamento de Hungría de la Budapest.

Desde la antigüedad, muchas de las principales corrientes arquitectónicas se desarrollaron en toda Europa, hasta más allá de sus fronteras.
En el I milenio antes de Cristo los griegos fundaron colonias por todo el Mediterráneo, seguidos por los romanos; exportaron su arquitectura, su escultura y su literatura a los países que ocuparon. En la periferia de estos territorios se desarrollaron movimientos artísticos originales, en contacto con las civilizaciones celta, Ibérica... Pero el lugar de esta cultura es más importante en el mundo mediterráneo (el Mare Nostrum) que en la propia Europa (el arte grecorromano está particularmente bien representado en África del Norte y Oriente Medio). En el norte, los arquitectos están influidos por la cultura celta, que tuvo un notable dominio de los metales y el cobre.
Sin embargo, la civilización romana sobrepasó la costa mediterránea después de la Guerra de las Galias, alcanzó el Rin y los límites de Escocia.
Las invasiones del final del Imperio Romano perturbaron la situación: el arte grecorromano se extinguió con la decadencia de las grandes ciudades, mientras que se difundió un arte de inspiración germánica, más áspero y rústico, relacionado con el arte celta. Sin embargo, puesto que el Imperio bizantino permaneció en el Este, sus cánones arquitectónicos, y el uso del mosaico se desarrolló en Italia; este país permaneció abierto a las influencias bizantinas hasta la toma de Constantinopla en 1454.
Todo esto dio como resultado los cambios culturales de la Edad Media, que se verán sometidos a múltiples influencias:
- Influencia celta, germánica y normanda; llegada del norte y muy impregnada de "paganismo", introdujo un estilo propio en la arquitectura, el arte y especialmente en la literatura (la difusión de mitos como la Mesa Redonda, adaptaciones cristianizadas de creencias paganas); que alcanza hasta el extremo sur del continente (en Sicilia, por ejemplo);
- La influencia latina: las lenguas procedentes del latín como el provenzal y el italiano (pero también la lengua de oïl, antepasada del francés) se convirtieron en lenguas de amplia difusión literaria;
- Influencia árabe-islámica: España fue un lugar de cruce cultural entre el Islam, el cristianismo y el judaísmo, y el atractivo por la orilla sur del Mediterráneo aumentó durante las Cruzadas; la arquitectura, la literatura y las artes decorativas se enriquecieron con motivos orientales;

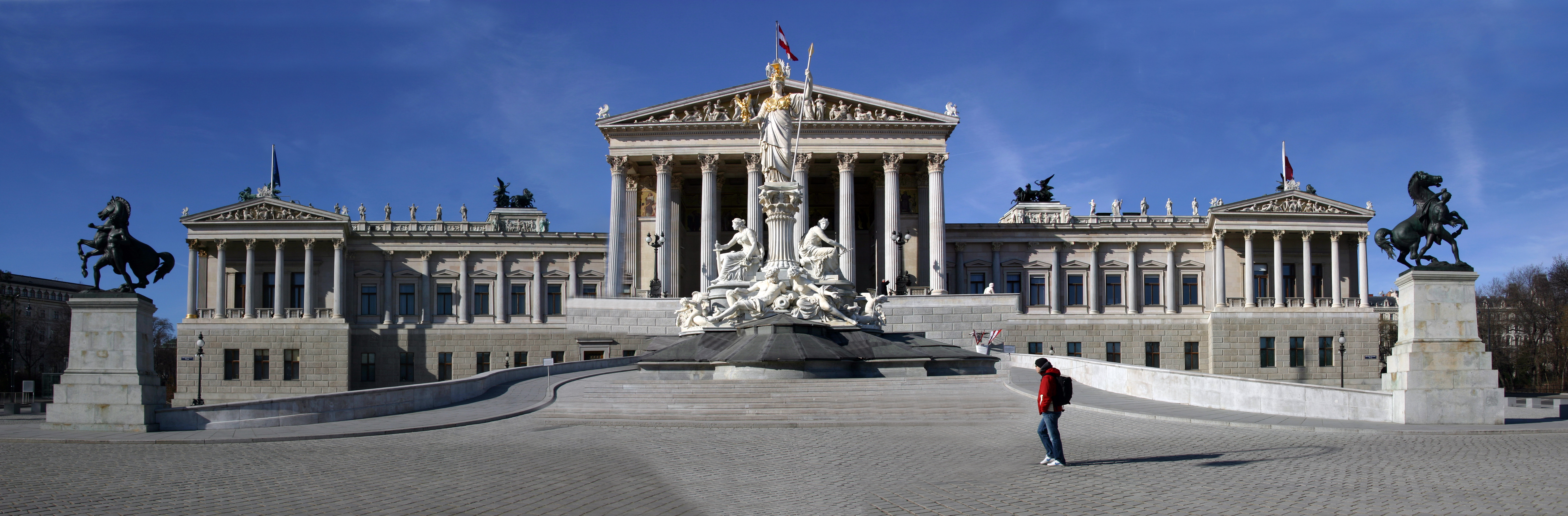
Parlamento de Austria de la Viena.

- Parlamento de Austria de la Viena.Influencia grecobizantina: fue muy fuerte en las ciudades mercantiles italianas (que a menudo tienen relaciones comerciales con Grecia), y se refleja sobre todo en la arquitectura; Italia será pionera en el redescubrimiento del arte de la antigua Grecia, que tuvo lugar desde el siglo XIII, dos o tres siglos antes que en otros países europeos); en los países eslavos, la evangelización por los bizantinos fue acompañada por la propagación de la arquitectura griega y de motivos pictóricos griegos)

### Música
Música popular:

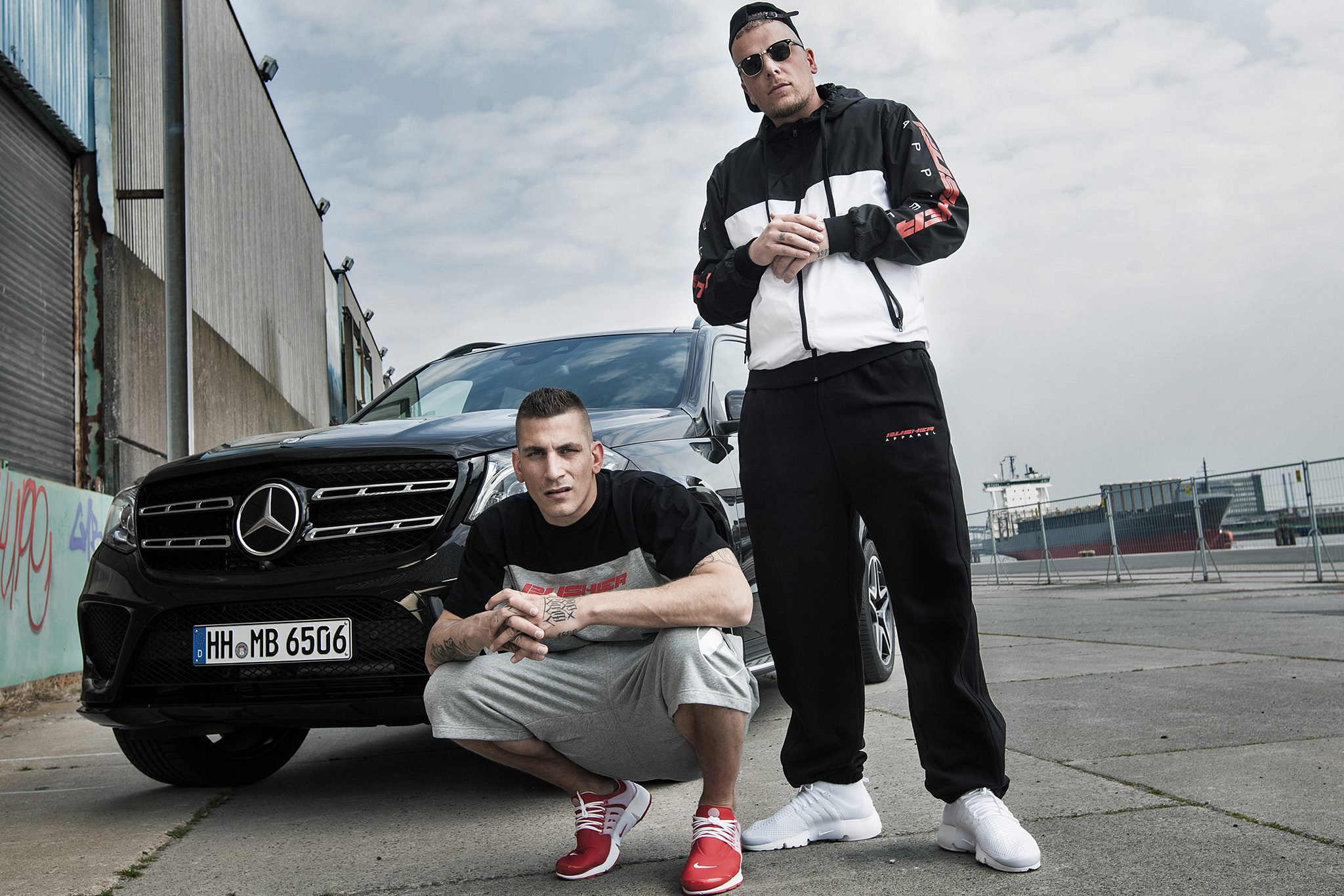
Gzuz e Bonez MC

- Felix Jaehn, Kay One, Alex C, Pietro Lombardi, Alle Farben, Xavier Naidoo, Veysel, Dardan, Bibi H, Rammstein, Zedd, 187 Strassenbande, Bonez MC y Gzuz (Alemania)
- Tede y Dawid Podsiadło (Polonia)
- Timati, Feduk, T.A.T.u., Gamora, Rasa, Aleksey Vorobyev, Leningrad, Anna Semenovich, Dima Bilan, Mc Doni, Oxxxymiron, Grebz, Pharaoh, Filatov & Karas, Serebro, Rompasso, Gorky Park, Filatov & Karas, Vremya i Steklo y Allj (Rusia)
- Andrea Bocelli, Gigi D'Agostino, Ghali, Francesco Gabbani, J-AX, Alex Gaudino, Guè Pequeno, Tiziano Ferro, Fabio Rovazzi, Benny Benassi, Marracash, Fedez, Sfera Ebbasta y Tacabro (Italia)
- Inna, Alexandra Stan, Elena, Akcent, Lora, Antonia, Tom Boxer, Morena, Dan Balan, G Girls, Sandu Ciorba y Morandi (Rumania)
- Preslava, Krisko, Malkata, Tsvetelina Yaneva, Galena, Deni y Suzanitta (Bulgaria)
- Seiler and Speer, Christina Stürmer, Raf Camora, Parov Stelar, Skero y Falco (Austria)
- Ektor, Rest, Krystof, Slza, Atmo Music y Helena Vondrackova (República Checa)
- Kontrafakt, Celeste Buckingham, Rytmus y Majk Spirit (Eslovaquia)
- Lofti Begi, Follow the Flow, DJ Szatmari, Pixa x Hero, Farkasok, Essemm y Mr. Busta (Hungría)
- Severina, Ceca, Ivana Selakov, Mile Kitić, Tanja Savic, Anastasija, Sloba Vasic, Natasa Bekvalac, Ilda Šaulić y Tamara Milutinovic (Serbia)
- Tima Belorusskih, Max Korzh, Iowa, Dmitry Koldun y Lsp (Bielorrusia)
- Ruslana, Jamala, Pianoboy, Alekseev, Monatik, VovaZIL'Vova, TNMK, Mirami, Seryoga, Max Barskih, Nastya Kamenskikh, Okean Elzy y Yarmak (Ucrania)
- Danny Saucedo, Swedish House Mafia, ABBA, Zara Larsson, Eric Saade, Basshunter, Loreen, Galantis, Cherrie, Thrife, DJ Black Moose y Lykke Li (Suecia)
- Kygo, Alan Walker, Sigrid, Marcus & Martinus, Madcon y Jesper Jenset (Noruega)
- The Beatles, Queen, The Rolling Stones, Portishead, Led Zeppelin, Oasis, Ed Sheeran, Harry Styles, Dua Lipa y Adele (Reino Unido)

Otra música: Himno Europeo, Himno de la Liga de Campeones de la UEFA

## Fuente
- Esta obra contiene una traducción  derivada de «Culture de l'Europe» de Wikipedia en francés, concretamente de esta versión, publicada por sus editores bajo la Licencia de documentación libre de GNU y la Licencia Creative Commons Atribución-CompartirIgual 4.0 Internacional.